# Kamen Rider Build
Kamen Rider Build (jap. 仮面ライダービルド Kamen Raidā Birudo) – japoński serial tokusatsu produkowany przez Toei Company i emitowany na antenie TV Asahi od 3 września 2017 do 26 sierpnia 2018.
Serial jest 28. odsłoną serii Kamen Rider i zarazem ostatnią częścią tego uniwersum wyemitowaną w całości w erze Heisei, ponieważ 1 grudnia 2017 cesarz Akihito ogłosił swoją abdykację.

## Fabuła
Akcja dzieje się w alternatywnej rzeczywistości. 10 lat przed akcją serialu, w roku 2007 Japonia dokonała pierwszej udanej próby wylądowania człowieka na Marsie. Astronauci przywieźli stamtąd tajemniczy sześcienny artefakt nazwany później Puszką Pandory. Podczas konferencji podsumowującej ekspedycję jeden z astronautów aktywował Puszkę Pandory powodując wyłonienie się gigantycznego muru dzielącego Japonię na trzy regiony - Wschodni (東都 Tōto), Zachodni (西都 Seito) i Północny (北都 Hokuto) – z których każdy ma swój własny, konkurujący z innymi rząd.
W drugiej połowie 2017 r. młody genialny fizyk Sento Kiryū zostaje zatrudniony w Instytucie Zaawansowanych Badań nad Materią Regionu Wschodniego, który ma na celu zanalizować Puszkę Pandory. Sento nie pamięta swojej przeszłości, a jedynym wspomnieniem jakie posiada jest przeprowadzony na nim eksperyment, którego dokonał tajemniczy potwór przypominający nietoperza. Dowiaduje się on o organizacji Faust, która eksperymentując z mocą Puszki zamienia ludzi w monstra zwane Smashami i która to go uprzednio uprowadziła. Sento postanawia stać się Kamen Riderem Buildem i ratować ludzi wysysając z nich ich moce i wykorzystując je po ich uprzednim oczyszczeniu. W walce pomagają mu Misora Isurugi oraz jej ojciec Sōichi, były astronauta i właściciel kawiarni nascita, który odnalazł Sento i przygarnął go nadając mu obecną tożsamość. Tymczasem z więzienia ucieka porywczy były bokser Ryūga Banjō, który został niesłusznie oskarżony o zabicie naukowca o nazwisku Takumi Katsuragi. Chłopak tak jak Sento został poddany eksperymentowi przez Faust. Build ratuje Ryūgę sądząc, że pomoże mu on odkryć jego przeszłość i prawdziwą tożsamość.

## Odcinki
1. Najlepiej dopasowani (ベストマッチな奴ら Besuto Matchi na yatsura)
2. Niewinny uciekinier (無実のランナウェイ Mujutsu no Rannawei)
3. Granice sprawiedliwości (正義のボーダーライン Seigi no Bōdārain)
4. Bezwartościowe zeznania (証言はゼロになる Shōgen wa zero ni naru)
5. Niebezpieczna tożsamość ((危ういアイデンティティー Ayaui Aidentitī)
6. Wściekła przewrotka (怒りのムーンサルト Ikari no Mūnsaruto)
7. Naukowiec Diabła (悪魔のサイエンティスト Akuma no Saientisuto)
8. Pamięć zaczyna się odzywać (メモリーが語りはじめる Memorī ga katarihajimeru)
9. Pułapka Projektu "Build" (プロジェクトビルドの罠 Purojekuto Birudo no wana)
10. Technologia zniszczenia (滅亡のテクノロジー Metsubō no Tekunorojī)
11. Płonący smok (燃えろドラゴン Moero Doragon)
12. Teoria konspiracji (陰謀のセオリー Inbō no Seorī)
13. Kto zdejmuje kaptur (ベールを脱ぐのは誰？ Bēru o nugu no wa dare?)
14. Fałszywy Rider (偽りの仮面ライダー Itsuwari no Kamen Raidā)
15. Osądzenie Sento Kiryū (桐生戦兎をジャッジしろ！ Kiryū Sento o Jajji-shiro!)
16. Uzbrojony bohater (兵器のヒーロー Heiki no Hīro)
17. Wojna Riderów rozpoczęta (ライダーウォーズ開戦 Raidā Wōzu kaisen)
18. Złoty żołnierz (黄金のソルジャー Ōgon no Sorujā)
19. Zakazany przedmiot (禁断のアイテム Kindan no Aitemu)
20. Diabelski cyngiel (悪魔のトリガー Akuma no Torigā)
21. Niepowstrzymane ryzyko (ハザードは止まらない Hazādo wa tomaranai)
22. Łzawe zwycięstwo (涙のビクトリー Namida no Bikutorī)
23. Upiór z Zachodu (西のファントム Nishi no Fantomu)
24. Człowiek zwany Rogue (ローグと呼ばれた男 Rōgu to yobareta otoko)
25. Przebudzenie idolki (アイドル覚醒 Aidoru kakusei)
26. Zdradziecka walka na śmierć i życie  (裏切りのデスマッチ Uragiri no Desumatchi)
27. Bohater kontratakuje (逆襲のヒーロー Gyakushū no Hīrō)
28. Geniusz przyjeżdża czołgiem (天才がタンクでやってくる Tensai ga Tanku de yattekuru)
29. Dzwonek u drzwi rozbrzmiewa (開幕のベルが鳴る Kaimaku no Beru ga naru)
30. Prawda o Puszce Pandory (パンドラボックスの真実 Pandora Bokkusu no shinjitsu)
31. Wściekła magma  (ほとばしれマグマ！ Hotobashire Maguma!)
32. Zaprogramowana tragedia (プログラムされた悲劇 Puroguramu-sareta higeki)
33. Broń ostateczna - Evol  (最終兵器エボル Saishūheiki Eboru)
34. Krzywdzące Najlepsze Dopasowanie (離れ離れのベストマッチ Hanarebanare no Besuto Matchi)
35. Wieża zniszczenia (破滅のタワー Hametsu no Tawā)
36. Evolto ustrzelił gwiazdę (エボルトは星を狩る Eboruto wa hoshi o Karu)
37. Ostateczna faza  (究極のフェーズ Kyūkyoku no Fēzu)
38. Szalony świat (マッドな世界 Maddo na sekai)
39. Niepowstrzymany geniusz  (ジーニアスは止まらない Jīniasu wa tomaranai)
40. Ostateczna rewolucja  (終末のレボリューション Shūmatsu no Reboryūshon)
41. Prawda o Najlepszych Dopasowaniach (ベストマッチの真実 Besuto Matchi no shinjitsu)
42. Dziedzictwo wątpliwości (疑惑のレガシー Giwaku no Regashī)
43. Jeszcze jeden Build (もう一人のビルド Mō hitori no Birudo)
44. Koniec Evolta (エボルトの最期 Eboruto no Saigo)
45. Naukowiec Nadziei (希望のサイエンティスト Kibō no Saientisuto)
46. Przysięga bycia Tym  (誓いのビー・ザ・ワン Chikai no Bī za Wan)
47. Zerostopniowy ogień (ゼロ度の炎 Zerodo no honō)
48. Do świata miłości i pokoju (ラブ＆ピースの世界へ Rabu ando Pīsu no sekai e)
49. Jutro, które stworzy Build (ビルドが創る明日 Birudo ga tsukuru ashita)

## Obsada
- Sento Kiryū / Kamen Rider Build, Tarō Satō: Atsuhiro Inukai
- Ryūga Banjō / Kamen Rider Cross-Z: Eiji Akaso
- Misora Isurugi: Kaho Takada
- Sōichi Isurugi: Yasuyuki Maekawa
- Sawa Takigawa: Yukari Taki
- Gentoku Himuro: Kensei Mikami
- Taizan Himuro: Meikyō Yamada
- Nariaki Utsumi: Yūki Ochi
- Takumi Katsuragi: Yukiaki Kiyama
- Jūzaburō Namba: Akira Hamada
- Masakuni  Midō: Norimasa Fuke
- Yoshiko Tajimi: Ryōko Gi
- Kazumi Sawatari / Kamen Rider Grease: Kōhei Takeda (także Otoya Kurenai w Kamen Rider Kiva)
- Masaru "Akaba Ōyama: Eishin Hayashida
- Shōkichi "Kiba" Mihara: Takuya Yoshimura
- Shūya "Aoba" Aikawa: Tateto Serizawa
- Fū Washio: Osamu Adachi
- Rai Washio: Yūdai Nasuda
- Shinobu Katsuragi: Jōji Kokubo
- Evolto: Tetsuo Kanao (głos)